# Горни-Клакар
Горни-Клакар (серб. Горњи Клакар / Gornji Klakar; до 1990 года называлось Клакар-Горни) — село в общине Брод Республики Сербской Боснии и Герцеговины. Население составляет 467 человек по переписи 2013 года.

## Население
Население села: